# Cmentarz żydowski w Bobolicach
Cmentarz żydowski w Bobolicach – kirkut mieści się przy ul. Reja niedaleko skrzyżowania z ul. Mickiewicza, na niewielkim pagórku. Powstał w 1842 r. Zachowało się na nim około 10 macew oraz niski mur otaczający nekropolię. Około 1970 roku kirkut uległ zniszczeniu. Brak danych dotyczących inicjatorów i motywów tego działania, wiadomo jedynie, że przed zniszczeniem na cmentarzu znajdowały się liczne nagrobki.